# (500034) 2011 SS82
(500034) 2011 SS82 es un asteroide perteneciente al cinturón de asteroides, descubierto el 20 de septiembre de 2011 por el equipo del Mount Lemmon Survey desde el Observatorio del Monte Lemmon, Arizona, Estados Unidos.

## Designación y nombre
Designado provisionalmente como 2011 SS82.

## Características orbitales
2011 SS82 está situado a una distancia media del Sol de 2,253 ua, pudiendo alejarse hasta 2,598 ua y acercarse hasta 1,908 ua. Su excentricidad es 0,152 y la inclinación orbital 7,223 grados. Emplea 1235,62 días en completar una órbita alrededor del Sol.

## Características físicas
La magnitud absoluta de 2011 SS82 es 18,1.